# Cory Higgins
Courdon Higgins, detto Cory (Danville, 14 giugno 1989), è un cestista statunitense.
È il figlio di Rod Higgins.

## Statistiche

### College
| Anno      | Squadra            | PG  | PT  | MP   | TC%  | 3P%  | TL%  | RP  | AP  | PRP | SP  | PP   |
| --------- | ------------------ | --- | --- | ---- | ---- | ---- | ---- | --- | --- | --- | --- | ---- |
| 2007-2008 | Colorado Buffaloes | 32  | 32  | 33,6 | 45,9 | 33,3 | 68,0 | 4,3 | 2,3 | 1,1 | 0,3 | 8,3  |
| 2008-2009 | Colorado Buffaloes | 31  | 31  | 37,0 | 47,6 | 36,0 | 83,0 | 5,4 | 2,6 | 1,9 | 0,4 | 17,4 |
| 2009-2010 | Colorado Buffaloes | 31  | 31  | 33,4 | 50,5 | 35,6 | 83,3 | 3,9 | 2,4 | 1,9 | 0,4 | 18,9 |
| 2010-2011 | Colorado Buffaloes | 38  | 37  | 32,2 | 43,4 | 34,0 | 86,6 | 3,3 | 2,5 | 1,0 | 0,4 | 16,1 |
| Carriera  | Carriera           | 132 | 131 | 33,9 | 46,7 | 34,7 | 82,5 | 4,1 | 2,4 | 1,5 | 0,4 | 15,2 |

### NBA

#### Regular Season
| Anno      | Squadra           | PG | PT | MP   | TC%  | 3P%  | TL%  | RP  | AP  | PRP | SP  | PP  |
| --------- | ----------------- | -- | -- | ---- | ---- | ---- | ---- | --- | --- | --- | --- | --- |
| 2011-2012 | Charlotte Bobcats | 38 | 0  | 11,1 | 32,5 | 20,0 | 70,0 | 0,9 | 0,9 | 0,1 | 0,2 | 3,9 |
| 2012-2013 | Charlotte Bobcats | 6  | 0  | 5,3  | 31,6 | 20,0 | 50,0 | 0,5 | 0,8 | 0,5 | 0,0 | 2,3 |
| Carriera  | Carriera          | 44 | 0  | 10,3 | 32,4 | 20,0 | 69,4 | 0,9 | 0,9 | 0,2 | 0,1 | 3,7 |

### Eurolega
| Anno       | Squadra    | PG  | PT  | MP   | TC%  | 3P%  | TL%  | RP  | AP  | PRP | SP  | PP   |
| ---------- | ---------- | --- | --- | ---- | ---- | ---- | ---- | --- | --- | --- | --- | ---- |
| 2015-2016† | CSKA Mosca | 29  | 12  | 21,0 | 50,6 | 54,0 | 82,1 | 2,2 | 1,4 | 0,6 | 0,2 | 9,2  |
| 2016-2017  | CSKA Mosca | 32  | 7   | 20,4 | 46,7 | 40,3 | 87,9 | 2,2 | 1,5 | 0,8 | 0,1 | 9,5  |
| 2017-2018  | CSKA Mosca | 36  | 21  | 24,7 | 54,3 | 45,5 | 80,6 | 2,4 | 1,9 | 1,0 | 0,1 | 14,2 |
| 2018-2019† | CSKA Mosca | 32  | 11  | 25,4 | 49,2 | 49,0 | 89,7 | 2,2 | 1,8 | 0,4 | 0,2 | 14,9 |
| 2019-2020  | Barcellona | 23  | 20  | 26,6 | 45,4 | 40,0 | 81,7 | 2,1 | 2,7 | 0,7 | 0,1 | 12,4 |
| 2020-2021  | Barcellona | 39  | 39  | 26,6 | 46,5 | 37,1 | 93,4 | 2,2 | 2,4 | 1,1 | 0,3 | 13,1 |
| 2021-2022  | Barcellona | 15  | 10  | 22,2 | 37,1 | 32,4 | 85,4 | 1,6 | 1,5 | 0,5 | 0,3 | 8,7  |
| 2022-2023  | Barcellona | 32  | 0   | 19,8 | 42,3 | 34,9 | 84,0 | 2,2 | 1,7 | 0,8 | 0,1 | 8,7  |
| Carriera   | Carriera   | 238 | 120 | 23,4 | 47,6 | 42,2 | 86,2 | 2,2 | 1,9 | 0,8 | 0,2 | 11,6 |

## Palmarès

### Squadra
- Campionato spagnolo: 2

Barcellona: 2020-2021, 2022-2023
- Copa del Rey: 2

Barcellona: 2021, 2022
- Liga catalana: 2

Barcellona: 2019, 2022
- Eurolega: 2

CSKA Mosca: 2015-16, 2018-19
- VTB United League: 4

CSKA Mosca: 2015-16, 2016-17, 2017-18, 2018-19

### Individuale
- MVP Coppa del Re: 1

Barcellona: 2021